# سید ابراهیم مدرس
 سید ابراهیم مدرس   از سیاستمداران ایرانی بود، که در دوره دوم  بعنوان نماینده شیراز در مجلس شورای ملی حضور داشت.